# Hamilton (Missouri)
Hamilton è un comune degli Stati Uniti d'America, situato nello Stato del Missouri, nella contea di Caldwell.